# Jana Schimke
Jana Schimke (Cottbus, 6 settembre 1979) è una politica tedesca, dal 2013 membro del Bundestag, il Parlamento federale, per l'Unione Cristiana Democratica (CDU).

## Biografia
Schimke è nata a Cottbus, nell'allora Germania dell'Est. Dal 1999 al 2005 Schimke ha studiato scienze politiche all'Università Tecnica di Dresda e alla Libera Università di Berlino, laureandosi in scienze politiche. Ha lavorato come stagista al Bundestag dal 2002 al 2006 e per la Confederation of German Employers' Associations (BDA) dal 2008 al 2013.

## Carriera politica
Schimke è entrata a far parte della CDU nel 2003 ed è stata presidente dell'Unione delle donne di Potsdam dal 2011 al 2012 e vicepresidente dello stato dell'Unione delle donne di Brandeburgo dal 2011 al 2013. Da aprile 2015 a novembre 2019 è stata anche vicepresidente di stato della CDU Brandeburgo. È vicepresidente distrettuale della CDU Dahme-Spreewald.
Nelle elezioni federali del 2013 e 2017 ha vinto il mandato diretto del collegio elettorale federale Dahme-Spreewald - Teltow-Fläming III - Oberspreewald-Lausitz I. Ha perso il suo mandato diretto alle elezioni federali del 2021, ma è tornata al Bundestag tramite l'elenco statale della CDU.

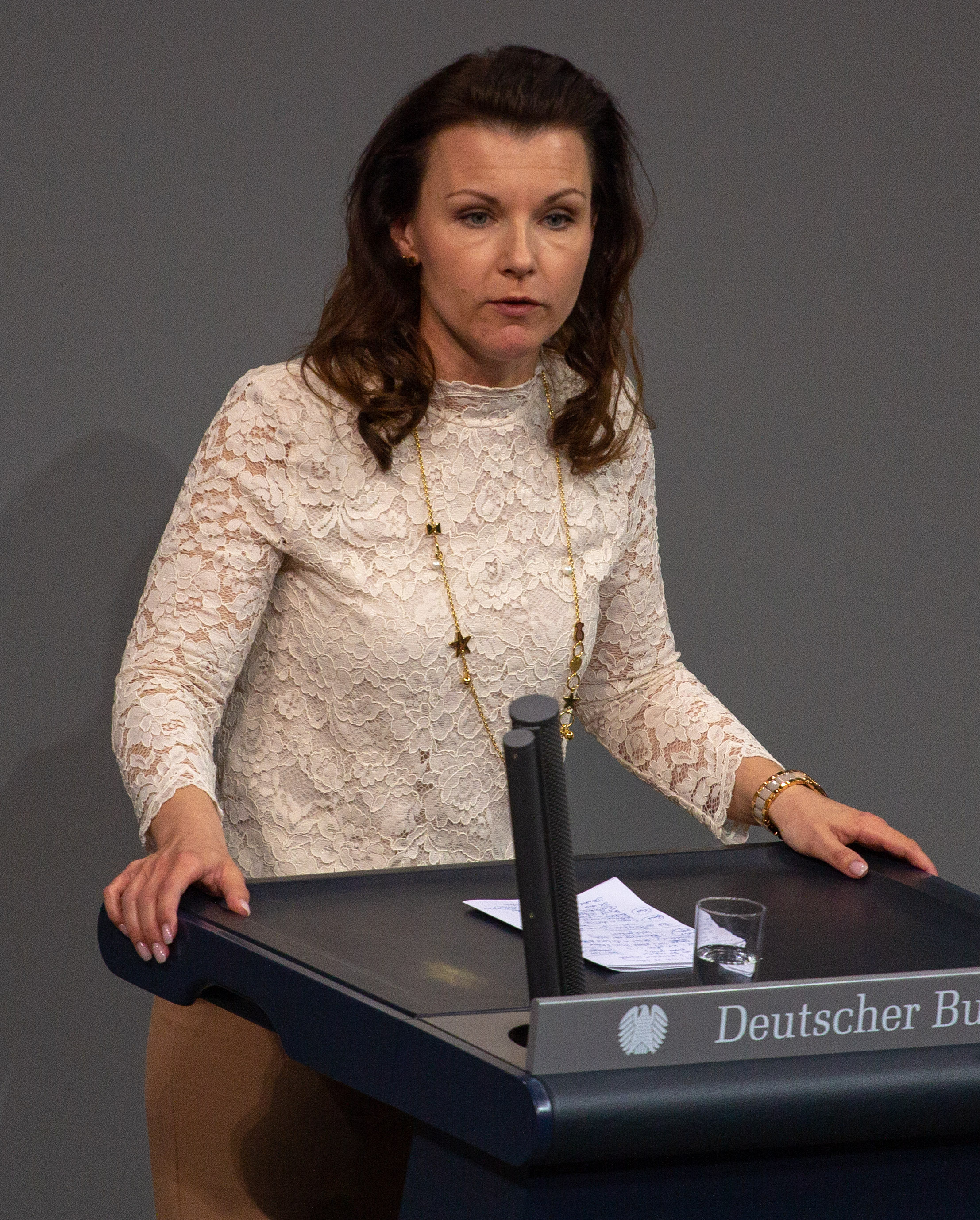
Jana Schimke al Bundestag, 2019

Schimke è presidente della commissione per il turismo, membro a pieno titolo della commissione per il lavoro e gli affari sociali e vice membro della commissione per la famiglia, gli anziani, le donne e i giovani. È membro del consiglio del gruppo parlamentare per le medie imprese (PKM) del gruppo parlamentare CDU/CSU.
Alla Giornata federale delle PMI e dell'Unione economica della CDU/CSU (MIT) nel settembre 2019, Schimke è stata eletta vicepresidente federale.
Nel 2020, Schimke si è opposta ai piani per introdurre entro il 2025 una quota obbligatoria volta a raggiungere la parità di rappresentanza delle donne all'interno degli organi di governo regionali e nazionali della CDU.
Dal 2021, è presidente della Commissione Turismo.

## Vita privata
Schimke vive con la sua famiglia a Rangsdorf.  È madre di due bambini.

## Posizioni politiche
Nella votazione sull'introduzione del salario minimo legale del 3 luglio 2014, Schimke è stata una dei cinque membri del Bundestag che hanno votato contro la legge. Guardando al passato, ha detto: “I motivi per cui ho votato 'no' erano le realtà economiche qui nel mio collegio elettorale e ai tempi della Germania dell'Est. Il salario minimo distrugge i posti di lavoro e promuove la disoccupazione”.
Il 10 dicembre 2021 è stata una dei cinque membri del gruppo parlamentare dell'Unione che hanno votato contro un disegno di legge della coalizione di governo di SPD, FDP e Bündnis 90/Die Grünen, che prevedeva la vaccinazione dei dipendenti in determinati settori di lavoro contro il coronavirus.

### Ulteriori impegni
Jana Schimke è volontaria da settembre 2014 nel presidio della DRK -Landesverband Brandenburg e. V
Da aprile 2019 a dicembre 2020, Schimke è stata membro della commissione "30 anni di rivoluzione pacifica e unità tedesca" istituita dal governo federale.
Nel 2020, Schimke si è opposta ai piani per introdurre entro il 2025 una quota obbligatoria volta a raggiungere la parità di rappresentanza delle donne all'interno degli organi di governo regionali e nazionali della CDU.

### Miss Bundestag
Nel 2017, Schimke è stata votata "la politica più erotica della Germania" in un sondaggio rappresentativo commissionato dalla rivista Playboy, dopo essere stata precedentemente descritta in sondaggi simili tra i lettori dal quotidiano Bild (2013, "Miss Bundestag") e dalla rivista Men's Health (2015). Schimke ha commentato: "Sono felice del riconoscimento, ma preferirei dedicarmi agli affari quotidiani più importanti in politica" e: "Nel frattempo vedo tutto con la necessaria compostezza e lo prendo con umorismo".